# الكريف (العدين)

تعديل مصدري - تعديل

الكريف محلة تابعة لقرية بيت الشبر، التابعة لعزلة بني هات بمديرية العدين إحدى مديريات محافظة إب في الجمهورية اليمنية.، بلغ تعداد سكانها 139 حسب تعداد اليمن لعام 2004.